# Albedometro
L'albedometro è uno strumento utilizzato per calcolare la luminosità. Con l'albedometro si riesce a calcolare la radiazione netta ottenuta facendo la differenza tra la radiazione globale incidente e la radiazione globale riflessa. Tipicamente è composto da due piranometri uguali contrapposti, uno rivolto verso il cielo, l'altro rivolto verso la terra.